# NGC 3813
NGC 3813 é uma galáxia espiral (Sb) localizada na direcção da constelação de Ursa Major. Possui uma declinação de +36° 32' 48" e uma ascensão recta de 11 horas, 41 minutos e 18,5 segundos.
A galáxia NGC 3813 foi descoberta em 28 de Abril de 1785 por William Herschel.